# Semper (Weberei)

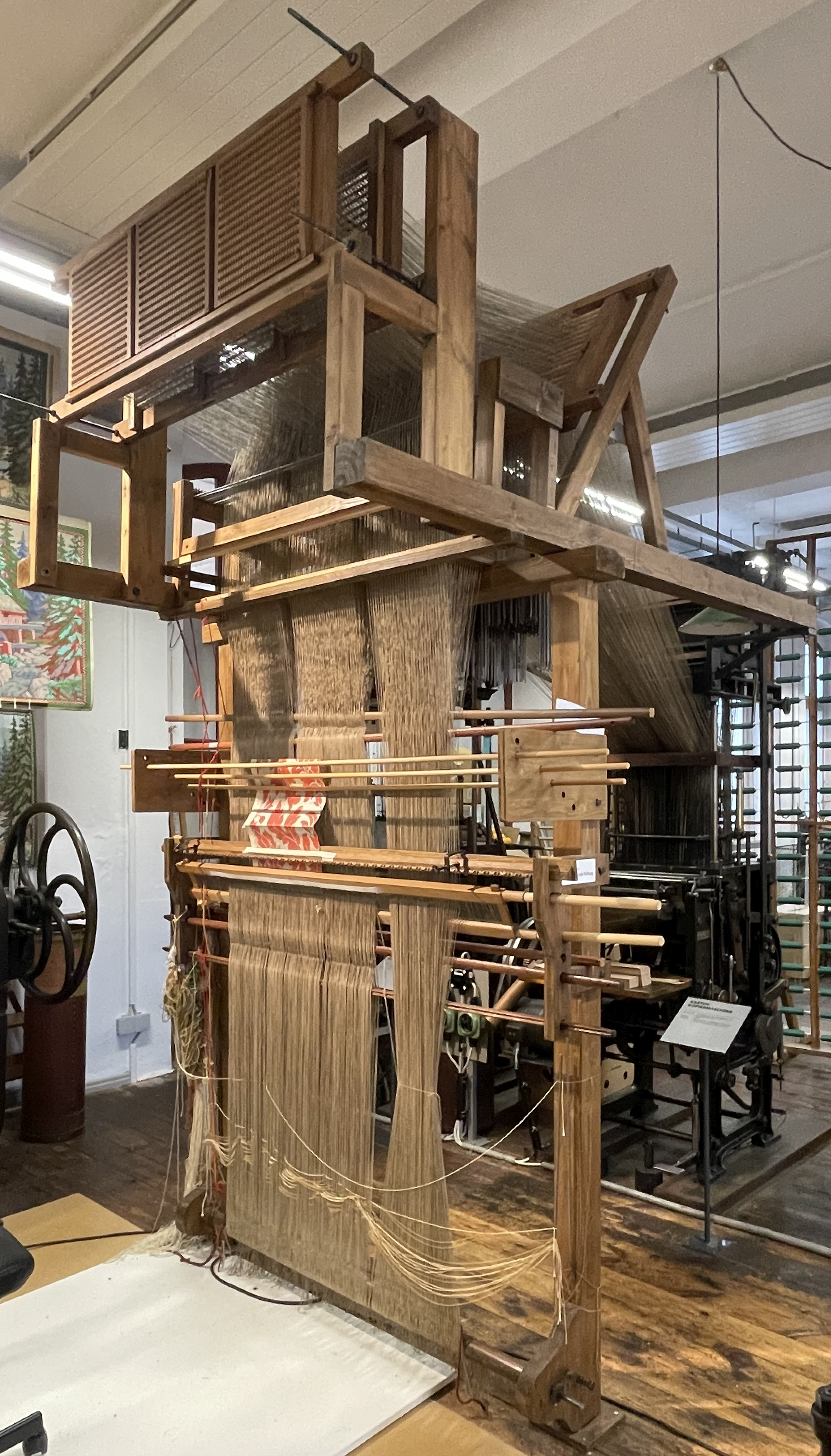
Schlagsemper im Textil- und Rennsportmuseum Hohenstein-Ernstthal

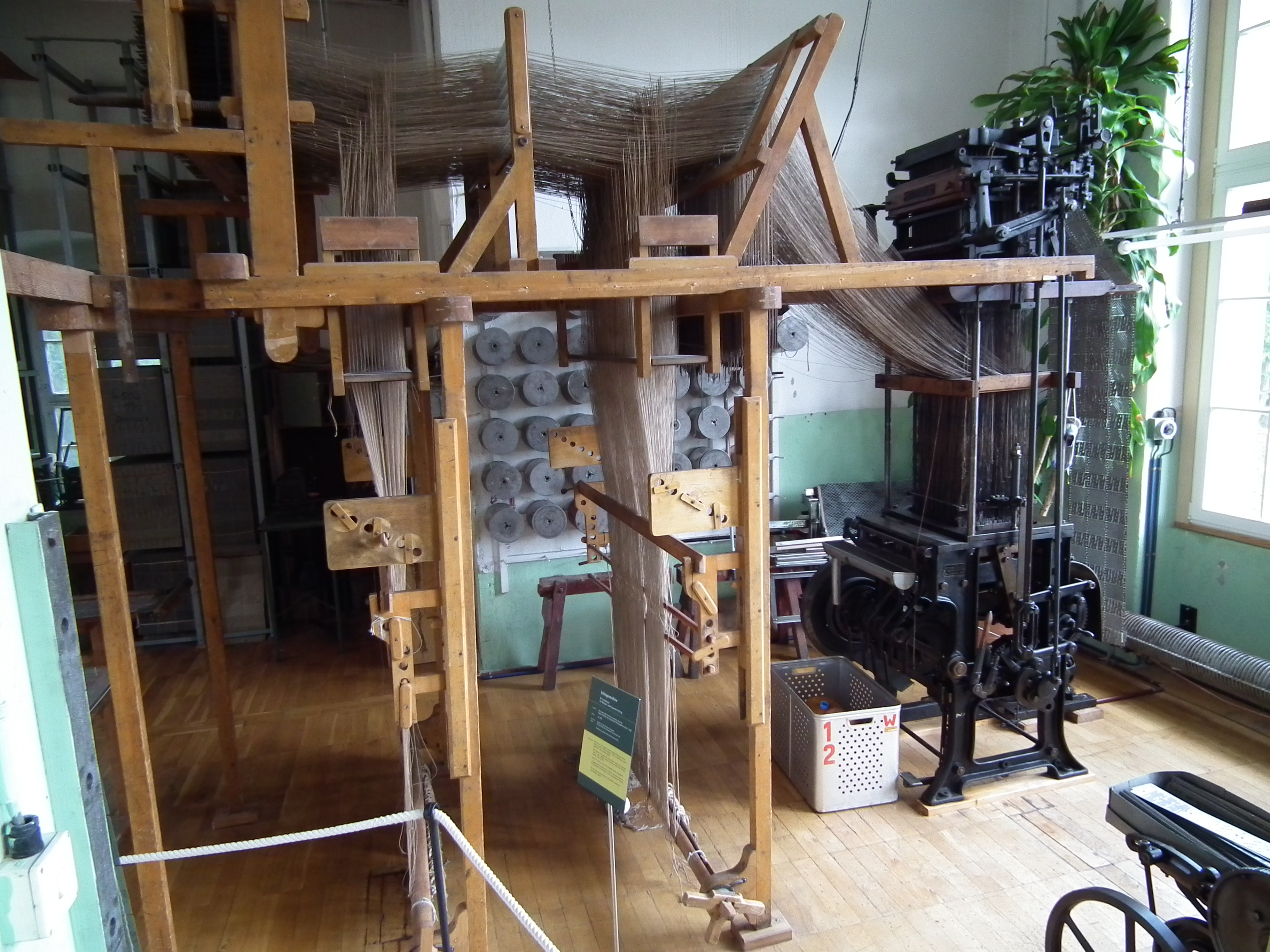
Semperschlagmaschine in der Historischen Schauweberei Braunsdorf

Ein Semper ist ein Musterungselement in der Jacquardkartenschlägerei.

## Historische Ausgangslage
Vor der Erfindung der Jacquartwebstühle waren Semper an sog. Zampelstühlen im Einsatz, wobei der Ziehjunge die Semperschnüre bediente.

## Semper in der Lochkartenschlägerei
Mit fortschreitender Nutzung von Lochkarten an Webstühlen wurden effektivere Mittel zur Lochkartenherstellung gesucht. Man begann, Semper über Schnüre mit Lochkarten-Schlagmaschinen zu verbinden.
Das Muster wurde vom ersten bis zum letzten Schuss am Semper durchleviert. Dabei wurde i. d. R. die Karte ganz eingelesen, d. h. die Figur und der Grund wurden mit der betreffenden Bindung leviert.

Dann begann das Schlagen der Lochkarten. Durch das Ziehen der „genommenen“ Semperschnüre verriegeln (an der Lochkarten-Schlagmaschine) die Sperrplatinen die zugehörigen Lochstößel. Dadurch wurden bei einmaligem Durchlauf der Schlagmaschine alle verriegelten Stößel zum Stanzen eines Loches veranlasst; die zwischen den Preßplatten befindliche Karte wurde gelocht.
Um die Schlageinrichtung nicht für die Zeit des Levierens stillsetzen (also ungenutzt blockieren) zu müssen, ließen sich im sog. Aushängesemper die einzelnen Chrobretter mit den Semperschnüren aus der Verbindung zu den Sperr- oder Fallplatinen lösen. Das Brett ist deshalb so gelocht, dass das Einh- und Aushängen mit einem Druck geschehen kann.
Der Aushängesemper konnte außer Haus gegeben werden, um ihn in Heimarbeit levieren zu lassen.
Es gab auch Varianten, bei denen man zwei oder drei Semper an eine Lochkarten-Schlagmaschine koppelte, um parallel an bzw. mit mehreren Sempern arbeiten zu können (beispielsweise von der Firma Hermann Ulbricht, Chemnitz).
Im Textil- und Rennsportmuseum Hohenstein-Ernstthal ist ein voll funktionsfähiger Semper im Einsatz, mit ihm werden noch Lochkarten geschlagen. In der Historischen Schauweberei Braunsdorf wird eine (nicht mehr einsatzfähige) Kombination von zwei Sempern an einer Lochkarten-Schlagmaschine ausgestellt.